# Andreas Pawel (1544–1590)
Andreas Pawel, auch Paull (* 24. Oktober 1544 in Braunschweig; † 4. Mai 1590 in Kassel) war ein deutscher Jurist und von 1573 bis 1590 kursächsischer Hofrat, davon ab 1586 Geheimer Rat.

## Leben
Andreas (I.) gehörte der seit 1242 in Braunschweig nachweisbaren Patrizier- und Ratsfamilie der Altstadt, Pawel, an. Die Kaufmanns- und Gewandschneiderfamilie war im Rat der Stadt von 1249 bis 1654 vertreten und stellte mehrfach den Großen Bürgermeister. Andreas Pawel wurde 1544 in Braunschweig geboren und war der Sohn des Ratsherrn Gerke Pawel und dessen Ehefrau Lucie Bra(c)kel († 1577). Er begann bereits als Zwölfjähriger ein Studium an der Universität Wittenberg. Hier studierte er bei Philipp Melanchthon bis zu dessen Tod 1560 alte Sprachen und Theologie. Er wechselte 1561 an die Universität Leipzig, wo er Rechtswissenschaft studierte. Das Studium setzte er 1562 in Ingolstadt und von 1563 bis 1565 in Bologna fort. Er hielt sich nachfolgend längere Zeit in Valence, Lyon, Orléans und Paris auf, bevor er am 1. Juli 1572 an der Universität Bourges zum Doktor beider Rechte promoviert wurde.
Bereits vor der Bartholomäusnacht, einem Massenmord an französischen Protestanten (Hugenotten) am 24. August 1572, verließ der Lutheraner Pawel Frankreich und ging nach Speyer. Er war dort bis 1573 am Reichskammergericht tätig. Nachfolgend trat er in die Dienste des sächsischen Kurfürsten August (†  1586) und wurde am 2. April 1573 zum kursächsischen Hofrat ernannt. 
Im Mai 1575 erhielt er, in Gemeinschaft mit seinen Brüdern und einem weiteren Vetter in kurbrandenburgischen Diensten, in Prag von Kaiser Maximilian II. den Reichsadelsstand. Dabei wurde ausdrücklich das alte adelige Herkommen anerkannt.
Seine bedeutsamsten diplomatischen Aktivitäten entfaltete Pawel, oder Paull, wie er sich selbst schrieb, unter Augusts Nachfolger Christian I. So konnte er 1587 einen Vergleich zwischen König Sigismund von Polen und der Stadt Danzig herbeiführen. Gemeinsam mit dem sächsischen, calvinistischen Kanzler Nikolaus Krell beeinflusste er den Kurfürsten im Hinblick auf eine frankreichfreundliche und gegen Habsburg gerichtete Politik. In der Folge kam es zu einer Annäherung Kursachsens an die Hugenotten wie auch an die calvinistische Kurpfalz.
Andreas Pawel starb im Mai 1590 im Alter von 45 Jahren auf einer diplomatischen Mission in Kassel. Möglicherweise blieb dem Melanchthonianer und „Kryptocalvinisten“ Pawel mit seinem frühen Tod das Schicksal des Kanzlers Krell erspart, der 1601 hingerichtet wurde, nachdem die lutherisch-orthodoxe Partei die Oberhand am kursächsischen Hof erlangt hatte. Pawel blieb unverheiratet, ein unehelicher Sohn namens Andreas Paull ist als Respondent in einem Promotionsverfahren an der Universität Altdorf für das Jahr 1611 nachweisbar. Ein von Ludger tom Ring dem Jüngeren 1573 gemaltes Porträt Pawels ging im Zweiten Weltkrieg verloren und ist nur noch als Reproduktion im Besitz der Familie Pawel vorhanden.